# Hookeria parkeriana
Hookeria parkeriana là một loài Rêu trong họ Hookeriaceae. Loài này được Hook. & Grev. mô tả khoa học đầu tiên năm 1825.